# (1991) Darwin
(1991) Darwin es un asteroide perteneciente al cinturón de asteroides descubierto por Arnold A. Klemola y Carlos Ulrrico Cesco desde el observatorio El Leoncito, Argentina, el 6 de mayo de 1967.

## Designación y nombre
Darwin fue designado inicialmente como 1967 JL.
Posteriormente se nombró en honor del naturalista británico Charles Robert Darwin (1809-1882) y de su hijo, el astrónomo George Howard Darwin (1845-1912).

## Características orbitales
Darwin está situado a una distancia media del Sol de 2,249 ua, pudiendo acercarse hasta 1,78 ua y alejarse hasta 2,717 ua. Tiene una inclinación orbital de 5,92° y una excentricidad de 0,2082. Emplea 1232 días en completar una órbita alrededor del Sol.